# Scrupocellaria mexicana
Scrupocellaria mexicana är en mossdjursart som beskrevs av Osburn 1950. Scrupocellaria mexicana ingår i släktet Scrupocellaria och familjen Candidae. Inga underarter finns listade i Catalogue of Life.